# Poiana leightoni
Poyane d'Afrique occidentale
Espèce
Statut de conservation UICN

 VU  : Vulnérable
Le Poyane d'Afrique occidentale (Poiana leightoni) est une espèce de mammifères carnivores de la famille des Viverridés.

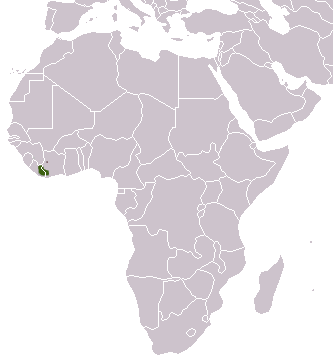
Répartition de l'espèce.